# ガブリエル・デック
ガブリエル・アレハンドロ・デック (Gabriel Alejandro Deck , 1995年2月8日 - )は、アルゼンチン・サンティアゴ・デル・エステロ州アニャトゥヤ出身のバスケットボール選手。ポジションはSF。

## 来歴
2010年に15歳で国内リーグLNBでプロデビュー。2011年にはNBAとFIBAの合同イベント『国境なきバスケットボール』に参加するなど、逸材として注目される。2016年にCAサン・ロレンソ・デ・アルマグロのバスケットボールチームに移籍。新天地でリーグを代表する選手に成長。リーグ連覇にMVPも獲得。更にFIBAアメリカリーグでも活躍し、2018年大会では優勝に貢献し、MVPや得点王も獲得した。
2018年7月16日、レアル・マドリード・バロンセストとの契約を発表。加入後即先発に定着し、2018-19シーズンはリーガACB優勝。2019-20シーズンはコパ・デル・レイで優勝。リーガACBでも実績を重ね、2021年4月13日にNBA入りを目指すためにレアル・マドリードとの契約を解消。同日にオクラホマシティ・サンダーと4年1450万ドルの契約を締結した事が発表された。しかし、NBAの適応に苦しみ、低迷するサンダーで出場機会を得られず、2022年1月4日に解雇された。

## アルゼンチン代表
2015年よりアルゼンチン代表の主力として活躍。2019年には2019年FIBAバスケットボール・ワールドカップに出場し、準優勝に貢献。2021年には東京オリンピックにも出場している。